# ويلي بيتر
ويلي بيتر (بالألمانية: Willy Petter)‏ هو متزلج فني نمساوي، ولد في القرن العشرين.